# Faray
Faray (Altnord. Faer-ey dt. Schafsinsel; lokal auch Fara) ist eine kleine Insel im nördlichen Teil der Orkney.
Gemeinsam mit der nördlich gelegenen Insel Holm of Faray markiert sie die höchsten Punkte einer Landbrücke zwischen den Inseln Eday und Westray, wie sie in der Jungsteinzeit bestand. Die Insel hat eine interessante Küste mit Geos, Höhlen und einem Sandstrand am Südende.
Faray ist seit 1946 unbewohnt. Beide Inseln werden aber wegen der Weidegründe bis heute saisonal als Schafweide genutzt. Mehrere kleinere Bodendenkmale und die Ruinen von acht Cottages zeugen von der ehemaligen Besiedlung.
Am südlichen Ende gibt es vier gut erhalten Nausts (lokal nousts) mit spitzen Enden. Das größte ist acht Meter lang und 2,3 m breit. Der Stalled Cairn auf Faray mit einigen aufrechten Platten in situ befindet sich am nördlichen Ende der Insel, in der Nähe der Küste auf der Westseite. Er kann „Hörner“ an jeder Ecke gehabt haben, was auf einen Heel-shaped Cairn weist.
Auf dem „Holm of Faray“ weist ein Steinareal an der Südwestecke auf zwei bronzezeitliche Häuser. Eines ist eine große ovale Struktur mit radialen Trennwänden, etwa ein Wheelhouse. Der Holm ist eine Gezeiteninsel und wird bei Flut von Faray getrennt.